# Chiesa di San Michele Arcangelo (Vasto)
La chiesa di San Michele Arcangelo è una chiesa che sorge nella città di Vasto, in provincia di Chieti.
La chiesa è situata in via della Rimembranza, dietro via San Michele ed a fianco della villa comunale della città, è di forma ottagonale e sovrasta il belvedere del promontorio della città, che a sua volta sovrasta la zona meridionale del litorale Vastese.

## Storia
La sua costruzione è iniziata il 14 settembre 1827, dopo che i cittadini Vastesi chiesero ufficialmente a Papa Leone XII l'ottenimento della nomina di San Michele Arcangelo come patrono della città. 
Tra il 1817 e il 1818 la città si salvò dall'epidemia della peste grazie al miracolo dell'arcangelo, la cui statua era presente nella chiesa di San Giuseppe.
Nel 1852 la chiesa fu restaurata e ampliata come riporta l'insegna in marmo situata sopra l'architrave dell'entrata.
Si trova a circa metà della cosiddetta "Linea di San Michele Arcangelo", direttrice che parte da Skellig Michael, in Irlanda, a Monte Carmelo, in Israele, passando anche nei santuari italiani della Sacra di San Michele in Piemonte e Monte Sant'Angelo in Puglia.

## Celebrazioni
La festa di San Michele è la festa patronale della città di Vasto, riservando ovviamente particolare attrattiva al santuario dell'Arcangelo.